# Sergio Focardi
Sergio Focardi (Firenze, 6 luglio 1932 – Bologna, 22 giugno 2013) è stato un fisico italiano, professore emerito in fisica generale all'università di Bologna dal 2004.
Preside fino al 1990 della facoltà di scienze matematiche, fisiche e naturali dell'Alma Mater, ha poi diretto la sezione di Bologna dell'Istituto nazionale di fisica nucleare.
Dagli anni novanta ha concentrato i suoi studi scientifici sulla possibilità di ottenere fusione fredda con reattori nichel-idrogeno.

## Biografia
Fiorentino di nascita, dopo aver conseguito la maturità scientifica nel capoluogo toscano, nel 1950 Focardi si trasferì a Pisa, avendo vinto il concorso di ammissione alla Scuola Normale Superiore. Qui conseguì la laurea in fisica con 110 e lode nel novembre del 1954. 
Da quel momento iniziò l'attività di docenza all'Università di Pisa, in qualità di assistente, fino al 1956, anno in cui si trasferisce a Bologna. Nel capoluogo emiliano continua l'attività accademica diventando professore ordinario nel 1977.
Fatta eccezione per una breve parentesi nel marzo 1977 all'Università di Messina, Focardi prosegue l'attività di docenza a Bologna, insegnando fisica generale, fisica sperimentale e fisica superiore.
A partire dal 1971 è stato rieletto membro del Consiglio della Società italiana di fisica per dodici volte, mentre nel triennio successivo al 1973 è stato direttore della sede di Bologna dell'Istituto Nazionale di Fisica Nucleare.
Da 1988 al 1990 è stato presidente del Comitato di Coordinamento delle Associazioni Scientifiche Italiane (COASSI).
Dal 1980 al 1989 è stato preside della facoltà di Scienze matematiche, fisiche e naturali, mentre dal 1992 al 2000 è stato presidente del Consiglio di Corso di laurea di Scienze dell'Informazione a Cesena e in tale veste ha fondato il corso di Scienza dell'informazione a Bologna e Cesena e Scienze ambientali a Ravenna.
È morto il 22 giugno 2013 a seguito di una lunga malattia.
È ricordato anche per il suo testo di Fisica Generale.

## Gli studi sulla fusione fredda nichel-idrogeno (Ni-H)

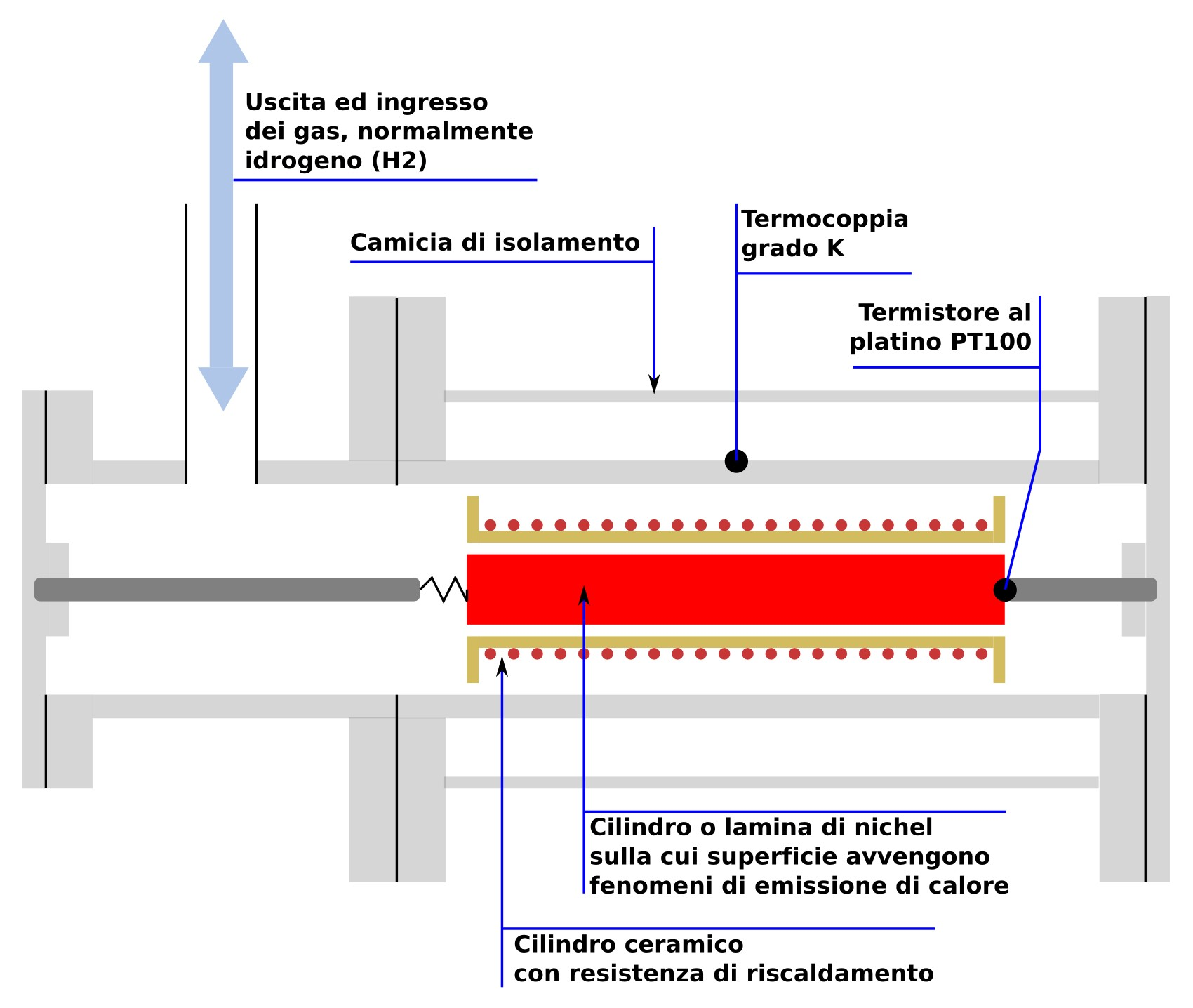
Schema del reattore nichel-idrogeno ideato da Piantelli e Focardi per la misura dell'eventuale calore in eccesso

Nel 1989 Francesco Piantelli, biofisico dell'Università degli Studi di Siena, durante alcuni esperimenti con campioni di materiale organico, rilevò un'anomala produzione di calore. Comunicò il fenomeno da lui osservato a Focardi e i due decisero di creare un gruppo di lavoro cui si aggiunse Roberto Habel, membro dell'INFN presso l'Università di Cagliari, al fine di approfondire la causa di quell'anomalia termica.
Dopo circa tre anni, gli studi approdarono a significativi risultati permettendo la costruzione di un reattore nichel-idrogeno sufficientemente efficiente. Passarono altri due anni di sperimentazioni e finalmente il 20 febbraio 1994, in una conferenza stampa presso l'aula magna dell'Università di Siena, venne annunciata la messa a punto di un differente processo di produzione di energia per mezzo di Reazioni Nucleari a Bassa Energia (LENR), profondamente differente da quello fatto da Fleischmann e Pons.

### 1996: tentativo di replica esperimento di Piantelli-Focardi presso il CERN
Nel 1996 un gruppo del CERN di Ginevra diretto da Antonino Zichichi ha tentato una replica dell'esperimento di Piantelli-Focardi; l'attività di studio è durata quasi un anno, ma alla fine non ha dato un risultato favorevole all'ipotesi di una spiegazione di natura nucleare del fenomeno.

### 1999: tentativo di replica esperimento di Piantelli-Focardi a Pavia
Piantelli e Focardi hanno più volte dichiarato che la cella è stata costruita e positivamente testata presso i rispettivi laboratori, sia all'Università degli Studi di Siena sia all'Università di Bologna. Comunque fino ad ora non vi sono stati altri riscontri sperimentali positivi da parte di gruppi indipendenti di ricercatori. Ad esempio, un tentativo di verifica indipendente è stato svolto, verso la fine degli anni novanta, dal ricercatore Luigi Nosenzo (Università di Pavia) in collaborazione con Luigi Cattaneo (CNR), presso l'Università di Pavia.
I frutti di questo lavoro, nel loro complesso, sono stati negativi, in quanto non hanno raggiunto l'obiettivo di riprodurre il fenomeno.

### Collaborazione con Andrea Rossi
Dal 2008 il professor Focardi ha collaborato con l'inventore e imprenditore Andrea Rossi alla prima realizzazione di un dispositivo, denominato E-Cat (Energy Catalizer), che avrebbe dovuto essere in grado di produrre energia utilizzando i fenomeni basati sulle ipotetiche reazioni nucleari a bassa energia già studiate da Focardi.
Il catalizzatore di energia di Rossi e Focardi è stato oggetto di una presentazione pubblica di maggiore rilevanza il 14 gennaio 2011 presso EON srl a Bondeno.